# 1re étape du Tour de France 2025
Pour un article plus général, voir Tour de France 2025.
La 1re étape du Tour de France 2025 se déroule le samedi 5 juillet 2025 dans une boucle autour de Lille, sur une distance de 184,9 kilomètres.

## Contexte
Lille accueille pour la troisième fois de son histoire le départ du Tour de France, après 1960 et 1994.

## Parcours
Longue de 185 kilomètres, la première étape du Tour de France voit les coureurs s'élancer de Lille et effectuer une boucle passant par différentes villes des départements du Nord et du Pas-de-Calais, telles que Lens, Béthune ou Armentières. L'arrivée se situe à Lille, sur le boulevard de la Liberté. Le tracé est émaillé de trois ascensions, la colline de Notre-Dame-de-Lorette, la côte de Cassel et le mont Noir. Le profil est favorable aux sprinteurs.

## Déroulement de la course
En début de course, la première tentative du Tour 2025 est la bonne pour les Français Mattéo Vercher (TotalEnergies), Mathis Le Berre (Arkéa-B&B Hotels), Benjamin Thomas (Cofidis) et Bruno Armirail (Decathlon-AG2R La Mondiale) ainsi que l'Allemand Jonas Rutsch (Intermarché-Wanty) qui composent l’échappée du jour. Mais l'avantage du quintet de tête ne dépasse guère les deux minutes sur un peloton attentif. Pris dans des chutes au sein du peloton à des endroits différents, les rouleurs Filippo Ganna (Ineos Grenadiers) puis Stefan Bissegger (Decathlon-AG2R La Mondiale) doivent abandonner. Les échappés sont repris à 105 kilomètres de l'arrivée. Neuf kilomètres plus loin, Mattéo Vercher repart de plus belle puis est rejoint par son ancien compagnon d'échappée Benjamin Thomas. Les deux hommes sprintent sur les pavés du Mont Cassel (côte de 4e catégorie) mais Thomas glisse et fait chuter Vercher, provoquant un regroupement général à 79 kilomètres de l'arrivée. 
Le fait le plus marquant de cette étape se déroule à 17 kilomètres du terme lorsqu'une bordure est initiée par Jonas Vingegaard et ses coéquipiers de Visma-Lease a Bike. Un groupe d'une petite quarantaine de coureurs se retrouve ainsi en tête alors que plusieurs sprinteurs dont Jonathan Milan (Lidl-Trek), Tim Merlier (Soudal Quick-Step), Jordi Meeus (Red Bull-Bora-Hansgrohe) et Bryan Coquard (Cofidis) ainsi que Remco Evenepoel (Soudal Quick-Step), Primož Roglič (Red Bull-Bora-Hansgrohe) et João Almeida (UAE Emirates XRG) sont piégés et terminent à 39 secondes du vainqueur. À Lille, Jasper Philipsen (Alpecin-Deceuninck) s'impose facilement face à une adversité réduite et revêt le premier maillot jaune du Tour 2025.

## Résultats
Cette section présente les résultats et prix obtenus au cours de l'étape.

### Classement de l'étape
| Classement de la 1re étape | Classement de la 1re étape | Classement de la 1re étape | Classement de la 1re étape | Classement de la 1re étape |
|                            | Coureur                    | Pays                       | Équipe                     | Temps                      |
| -------------------------- | -------------------------- | -------------------------- | -------------------------- | -------------------------- |
| 1er                        | Jasper Philipsen           | Belgique                   | Alpecin-Deceuninck         | en 3 h 53 min 11 s         |
| 2e                         | Biniam Girmay              | Érythrée                   | Intermarché-Wanty          | + 0 s                      |
| 3e                         | Søren Wærenskjold          | Norvège                    | Uno-X Mobility             | + 0 s                      |
| 4e                         | Anthony Turgis             | France                     | TotalEnergies              | + 0 s                      |
| 5e                         | Matteo Trentin             | Italie                     | Tudor                      | + 0 s                      |
| 6e                         | Clément Russo              | France                     | Groupama-FDJ               | + 0 s                      |
| 7e                         | Paul Penhoët               | France                     | Groupama-FDJ               | + 0 s                      |
| 8e                         | Matteo Jorgenson           | États-Unis                 | Visma-Lease a Bike         | + 0 s                      |
| 9e                         | Marius Mayrhofer           | Allemagne                  | Tudor                      | + 0 s                      |
| 10e                        | Samuel Watson              | Royaume-Uni                | Ineos Grenadiers           | + 0 s                      |
| modifier                   |                            |                            |                            |                            |

### Bonifications en temps
|   | Coureur           | Pays     | Équipe             | Bonifications |
| - | ----------------- | -------- | ------------------ | ------------- |
| 1 | Jasper Philipsen  | Belgique | Alpecin-Deceuninck | 10 s          |
| 2 | Biniam Girmay     | Érythrée | Intermarché-Wanty  | 6 s           |
| 3 | Søren Wærenskjold | Norvège  | Uno-X Mobility     | 4 s           |

### Points attribués
| Sprint intermédiaire La Motte-au-Bois (Morbecque) (km 87,5) | Sprint intermédiaire La Motte-au-Bois (Morbecque) (km 87,5) | Sprint intermédiaire La Motte-au-Bois (Morbecque) (km 87,5) | Sprint intermédiaire La Motte-au-Bois (Morbecque) (km 87,5) | Sprint intermédiaire La Motte-au-Bois (Morbecque) (km 87,5) |
| ----------------------------------------------------------- | ----------------------------------------------------------- | ----------------------------------------------------------- | ----------------------------------------------------------- | ----------------------------------------------------------- |
|                                                             | Coureur                                                     | Pays                                                        | Équipe                                                      | Point(s)                                                    |
| 1er                                                         | Jonathan Milan                                              | Italie                                                      | Lidl-Trek                                                   | 20                                                          |
| 2e                                                          | Bryan Coquard                                               | France                                                      | Cofidis                                                     | 17                                                          |
| 3e                                                          | Biniam Girmay                                               | Érythrée                                                    | Intermarché-Wanty                                           | 15                                                          |
| 4e                                                          | Jasper Philipsen                                            | Belgique                                                    | Alpecin-Deceuninck                                          | 13                                                          |
| 5e                                                          | Anthony Turgis                                              | France                                                      | TotalEnergies                                               | 11                                                          |
| 6e                                                          | Jordi Meeus                                                 | Belgique                                                    | Red Bull-Bora-Hansgrohe                                     | 10                                                          |
| 7e                                                          | Paul Penhoët                                                | France                                                      | Groupama-FDJ                                                | 9                                                           |
| 8e                                                          | Tobias Lund Andresen                                        | Danemark                                                    | Picnic-PostNL                                               | 8                                                           |
| 9e                                                          | Simone Consonni                                             | Italie                                                      | Lidl-Trek                                                   | 7                                                           |
| 10e                                                         | Mattia Cattaneo                                             | Italie                                                      | Soudal Quick-Step                                           | 6                                                           |
| 11e                                                         | Remco Evenepoel                                             | Belgique                                                    | Soudal Quick-Step                                           | 5                                                           |
| 12e                                                         | Davide Ballerini                                            | Italie                                                      | XDS Astana                                                  | 4                                                           |
| 13e                                                         | Tim Merlier                                                 | Belgique                                                    | Soudal Quick-Step                                           | 3                                                           |
| 14e                                                         | Ilan Van Wilder                                             | Belgique                                                    | Soudal Quick-Step                                           | 2                                                           |
| 15e                                                         | Michael Valgren                                             | Danemark                                                    | EF Education-EasyPost                                       | 1                                                           |
| modifier                                                    |                                                             |                                                             |                                                             |                                                             |

| Arrivée d'étape Lille Métropole (km 184,9) | Arrivée d'étape Lille Métropole (km 184,9) | Arrivée d'étape Lille Métropole (km 184,9) | Arrivée d'étape Lille Métropole (km 184,9) | Arrivée d'étape Lille Métropole (km 184,9) |
| ------------------------------------------ | ------------------------------------------ | ------------------------------------------ | ------------------------------------------ | ------------------------------------------ |
|                                            | Coureur                                    | Pays                                       | Équipe                                     | Point(s)                                   |
| 1er                                        | Jasper Philipsen                           | Belgique                                   | Alpecin-Deceuninck                         | 50                                         |
| 2e                                         | Biniam Girmay                              | Érythrée                                   | Intermarché-Wanty                          | 30                                         |
| 3e                                         | Søren Wærenskjold                          | Norvège                                    | Uno-X Mobility                             | 20                                         |
| 4e                                         | Anthony Turgis                             | France                                     | TotalEnergies                              | 18                                         |
| 5e                                         | Matteo Trentin                             | Italie                                     | Tudor                                      | 16                                         |
| 6e                                         | Clément Russo                              | France                                     | Groupama-FDJ                               | 14                                         |
| 7e                                         | Paul Penhoët                               | France                                     | Groupama-FDJ                               | 12                                         |
| 8e                                         | Matteo Jorgenson                           | États-Unis                                 | Visma-Lease a Bike                         | 10                                         |
| 9e                                         | Marius Mayrhofer                           | Allemagne                                  | Tudor                                      | 8                                          |
| 10e                                        | Samuel Watson                              | Royaume-Uni                                | Ineos Grenadiers                           | 7                                          |
| 11e                                        | Mike Teunissen                             | Pays-Bas                                   | XDS Astana                                 | 6                                          |
| 12e                                        | Iván García Cortina                        | Espagne                                    | Movistar                                   | 5                                          |
| 13e                                        | Niklas Märkl                               | Allemagne                                  | Picnic-PostNL                              | 4                                          |
| 14e                                        | Harry Sweeny                               | Australie                                  | EF Education-EasyPost                      | 3                                          |
| 15e                                        | Krists Neilands                            | Lettonie                                   | Israel-Premier Tech                        | 2                                          |
| modifier                                   |                                            |                                            |                                            |                                            |

### Cols et côtes
| Côte de Notre-Dame-de-Lorette (km 41,2) 4e catégorie (1,0 km à 7,6 %) | Côte de Notre-Dame-de-Lorette (km 41,2) 4e catégorie (1,0 km à 7,6 %) | Côte de Notre-Dame-de-Lorette (km 41,2) 4e catégorie (1,0 km à 7,6 %) | Côte de Notre-Dame-de-Lorette (km 41,2) 4e catégorie (1,0 km à 7,6 %) | Côte de Notre-Dame-de-Lorette (km 41,2) 4e catégorie (1,0 km à 7,6 %) |
| --------------------------------------------------------------------- | --------------------------------------------------------------------- | --------------------------------------------------------------------- | --------------------------------------------------------------------- | --------------------------------------------------------------------- |
|                                                                       | Coureur                                                               | Pays                                                                  | Équipe                                                                | Point(s)                                                              |
| 1er                                                                   | Benjamin Thomas                                                       | France                                                                | Cofidis                                                               | 1                                                                     |
| modifier                                                              |                                                                       |                                                                       |                                                                       |                                                                       |

| Mont Cassel (km 106,0) 4e catégorie (1,9 km à 3,5 %) | Mont Cassel (km 106,0) 4e catégorie (1,9 km à 3,5 %) | Mont Cassel (km 106,0) 4e catégorie (1,9 km à 3,5 %) | Mont Cassel (km 106,0) 4e catégorie (1,9 km à 3,5 %) | Mont Cassel (km 106,0) 4e catégorie (1,9 km à 3,5 %) |
| ---------------------------------------------------- | ---------------------------------------------------- | ---------------------------------------------------- | ---------------------------------------------------- | ---------------------------------------------------- |
|                                                      | Coureur                                              | Pays                                                 | Équipe                                               | Point(s)                                             |
| 1er                                                  | Benjamin Thomas                                      | France                                               | Cofidis                                              | 1                                                    |
| modifier                                             |                                                      |                                                      |                                                      |                                                      |

| \| Mont Noir (km 139,7) 4e catégorie (1,3 km à 6,4 %) \| Mont Noir (km 139,7) 4e catégorie (1,3 km à 6,4 %) \| Mont Noir (km 139,7) 4e catégorie (1,3 km à 6,4 %) \| Mont Noir (km 139,7) 4e catégorie (1,3 km à 6,4 %) \| Mont Noir (km 139,7) 4e catégorie (1,3 km à 6,4 %) \| \| -------------------------------------------------- \| -------------------------------------------------- \| -------------------------------------------------- \| -------------------------------------------------- \| -------------------------------------------------- \| \| \| Coureur \| Pays \| Équipe \| Point(s) \| \| 1er \| Jonas Vingegaard \| Danemark \| Visma-Lease a Bike \| 1 \| \| modifier \| \| \| \| \| |                  |          |                    |          |
| Mont Noir (km 139,7) 4e catégorie (1,3 km à 6,4 %) |                  |          |                    |          |
| | Coureur          | Pays     | Équipe             | Point(s) |
| 1er | Jonas Vingegaard | Danemark | Visma-Lease a Bike | 1        |
| modifier |                  |          |                    |          |

### Prix de la combativité
- Mattéo Vercher (TotalEnergies)

## Classements à l'issue de l'étape
Cette section présente le classement général et les différents classements annexes à l'issue de l'étape.

### Classement général
| Classement général | Classement général | Classement général | Classement général | Classement général |
|                    | Coureur            | Pays               | Équipe             | Temps              |
| ------------------ | ------------------ | ------------------ | ------------------ | ------------------ |
| 1er                | Jasper Philipsen   | Belgique           | Alpecin-Deceuninck | en 3 h 53 min 1 s  |
| 2e                 | Biniam Girmay      | Érythrée           | Intermarché-Wanty  | + 4 s              |
| 3e                 | Søren Wærenskjold  | Norvège            | Uno-X Mobility     | + 6 s              |
| 4e                 | Anthony Turgis     | France             | TotalEnergies      | + 10 s             |
| 5e                 | Matteo Trentin     | Italie             | Tudor              | + 10 s             |
| 6e                 | Clément Russo      | France             | Groupama-FDJ       | + 10 s             |
| 7e                 | Paul Penhoët       | France             | Groupama-FDJ       | + 10 s             |
| 8e                 | Matteo Jorgenson   | États-Unis         | Visma-Lease a Bike | + 10 s             |
| 9e                 | Marius Mayrhofer   | Allemagne          | Tudor              | + 10 s             |
| 10e                | Samuel Watson      | Royaume-Uni        | Ineos Grenadiers   | + 10 s             |
| modifier           |                    |                    |                    |                    |

| Classement par points | Classement par points | Classement par points | Classement par points | Classement par points |
| --------------------- | --------------------- | --------------------- | --------------------- | --------------------- |
|                       | Coureur               | Pays                  | Équipe                | Point(s)              |
| 1er                   | Jasper Philipsen      | Belgique              | Alpecin-Deceuninck    | 63 points             |
| 2e                    | Biniam Girmay         | Érythrée              | Intermarché-Wanty     | 45 pts                |
| 3e                    | Anthony Turgis        | France                | TotalEnergies         | 29 pts                |
| 4e                    | Paul Penhoët          | France                | Groupama-FDJ          | 21 pts                |
| 5e                    | Jonathan Milan        | Italie                | Lidl-Trek             | 20 pts                |
| 6e                    | Søren Wærenskjold     | Norvège               | Uno-X Mobility        | 20 pts                |
| 7e                    | Bryan Coquard         | France                | Cofidis               | 17 pts                |
| 8e                    | Matteo Trentin        | Italie                | Tudor                 | 16 pts                |
| 9e                    | Clément Russo         | France                | Groupama-FDJ          | 14 pts                |
| 10e                   | Matteo Jorgenson      | États-Unis            | Visma-Lease a Bike    | 10 pts                |
| modifier              |                       |                       |                       |                       |

| Classement du meilleur grimpeur | Classement du meilleur grimpeur | Classement du meilleur grimpeur | Classement du meilleur grimpeur | Classement du meilleur grimpeur |
| ------------------------------- | ------------------------------- | ------------------------------- | ------------------------------- | ------------------------------- |
|                                 | Coureur                         | Pays                            | Équipe                          | Point(s)                        |
| 1er                             | Benjamin Thomas                 | France                          | Cofidis                         | 2 points                        |
| 2e                              | Jonas Vingegaard                | Danemark                        | Visma-Lease a Bike              | 1 pt                            |
| modifier                        |                                 |                                 |                                 |                                 |

| Classement général du meilleur jeune | Classement général du meilleur jeune | Classement général du meilleur jeune | Classement général du meilleur jeune | Classement général du meilleur jeune |
|                                      | Coureur                              | Pays                                 | Équipe                               | Temps                                |
| ------------------------------------ | ------------------------------------ | ------------------------------------ | ------------------------------------ | ------------------------------------ |
| 1er                                  | Biniam Girmay                        | Érythrée                             | Intermarché-Wanty                    | en 3 h 53 min 5 s                    |
| 2e                                   | Søren Wærenskjold                    | Norvège                              | Uno-X Mobility                       | + 2 s                                |
| 3e                                   | Paul Penhoët                         | France                               | Groupama-FDJ                         | + 6 s                                |
| 4e                                   | Marius Mayrhofer                     | Allemagne                            | Tudor                                | + 6 s                                |
| 5e                                   | Samuel Watson                        | Royaume-Uni                          | Ineos Grenadiers                     | + 6 s                                |
| 6e                                   | Kévin Vauquelin                      | France                               | Arkéa-B&B Hotels                     | + 6 s                                |
| 7e                                   | Joseph Blackmore                     | Royaume-Uni                          | Israel-Premier Tech                  | + 6 s                                |
| 8e                                   | Stian Edvardsen-Fredheim             | Norvège                              | Uno-X Mobility                       | + 6 s                                |
| 9e                                   | Jonathan Milan                       | Italie                               | Lidl-Trek                            | + 45 s                               |
| 10e                                  | Arnaud De Lie                        | Belgique                             | Lotto                                | + 45 s                               |
| modifier                             |                                      |                                      |                                      |                                      |

| Classement par équipes | Classement par équipes | Classement par équipes | Classement par équipes |
|                        | Équipe                 | Pays                   | Temps                  |
| ---------------------- | ---------------------- | ---------------------- | ---------------------- |
| 1re                    | Tudor                  | Suisse                 | en 11 h 39 min 33 s    |
| 2e                     | Groupama-FDJ           | France                 | + 0 s                  |
| 3e                     | Alpecin-Deceuninck     | Belgique               | + 0 s                  |
| 4e                     | Visma-Lease a Bike     | Pays-Bas               | + 0 s                  |
| 5e                     | Israel-Premier Tech    | Israël                 | + 0 s                  |
| 6e                     | Uno-X Mobility         | Norvège                | + 0 s                  |
| 7e                     | EF Education-EasyPost  | États-Unis             | + 0 s                  |
| 8e                     | UAE Emirates XRG       | Émirats arabes unis    | + 39 s                 |
| 9e                     | Movistar               | Espagne                | + 39 s                 |
| 10e                    | Jayco AlUla            | Australie              | + 39 s                 |
| modifier               |                        |                        |                        |

## Abandons
Deux coureurs ont abandonné au cours de l'étape :
- Filippo Ganna (Ineos Grenadiers) : abandon.
- Stefan Bissegger (Decathlon-AG2R La Mondiale) : abandon.